# 阿巴·科夫纳

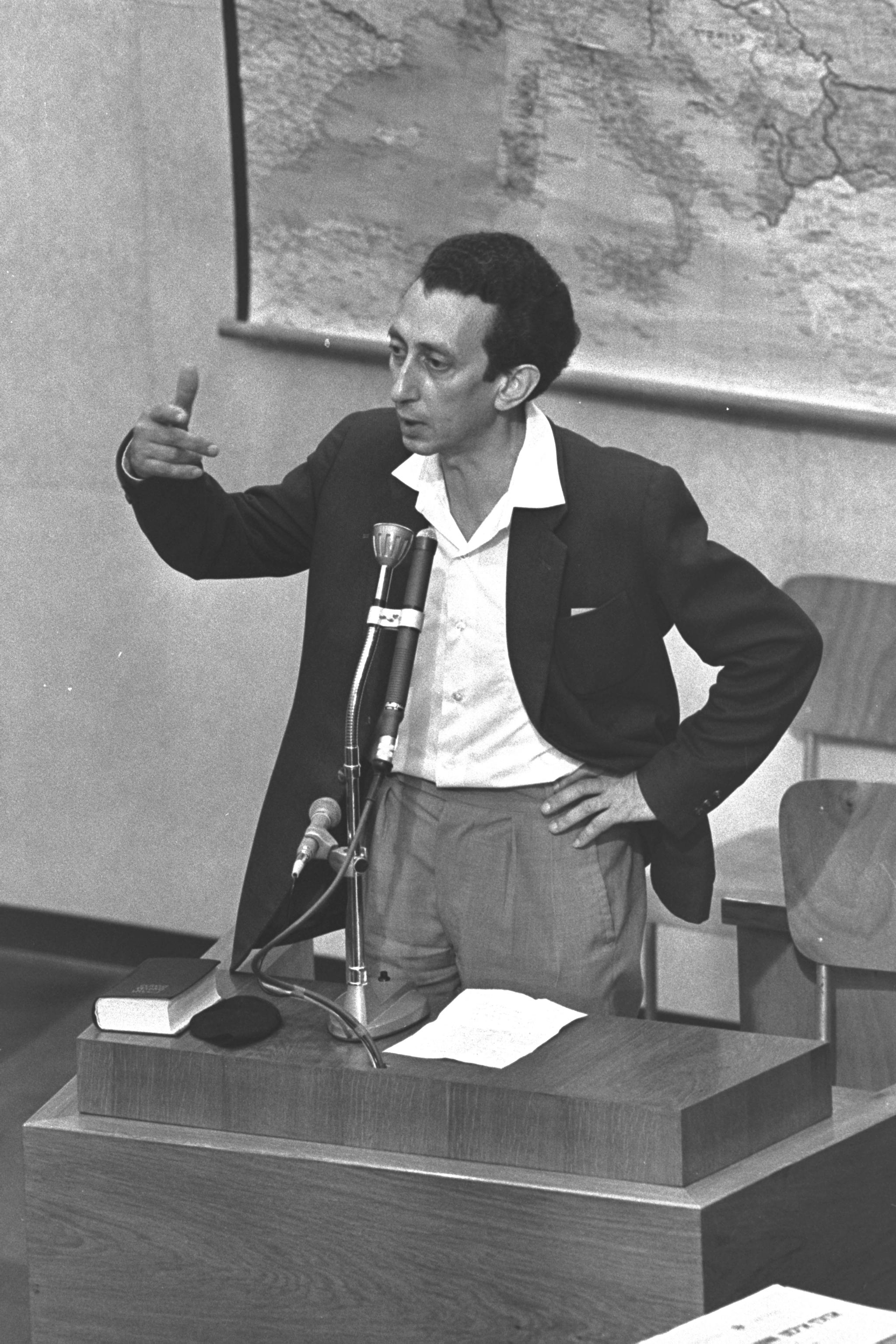
阿巴·科夫纳

阿巴·科夫纳（希伯來語：‎，1918年3月14日—1987年9月25日）是二戰前的犹太游击队领袖和二戰後的以色列诗人、作家。阿巴·科夫纳生於波兰。他曾组织隔都起义，起義失敗後逃入森林並加入苏联游击队。二戰結束後，科夫纳是準軍事組織纳卡姆的領導人 ，該組織為了報復猶太人大屠殺，打算殺光600万德国人，但由於科夫纳在德国英占区被捕，所以納卡姆的計劃未能實施。1947年，他前往以色列定居。 1970年，阿巴·科夫纳獲得以色列奖。